# Медведєв Андрій Олександрович
Андрій Олександрович Медведєв (рос. Андрей Александрович Медведев; 16 серпня 1996, Томськ) — російський найманець, що брав участь у війні РФ проти України.

## Біографія
Медведєв виріс у Томську, деякий час перебував у дитячому будинку. У 18 років прослужив рік у ЗС РФ. У 2014 році брав участь у Війні на сході України. 6 липня 2022 року підписав контракт із ПВК Вагнера, до цього протягом чотирьох років сидів у в'язниці за пограбування. Учасник російського вторгнення в Україну. Під час боїв за Бахмут був командиром штурмового загону ПВК Вагнера. У листопаді 2022 року дезертував.
13 січня 2023 року, близько 2 години ночі, Медведєв перетнув російсько-норвезький кордон. До цього він двічі просив притулку у Фінляндії. У Норвегії він розповів про страти дезертирів (Медведєв боявся, що його заб'ють молотом, як перебіжчика Євгена Нужина) і скоєні вагнерівцями дії, які він назвав терористичними. Втечу Медведєва підтримала російська правозахисна організація Gulagu.net.
23 січня Медведєва було заарештовано згідно з норвезьким Законом про імміграцію та утримувався під вартою в Осло, після чого був звільнений. Члени української діаспори в Осло протестували проти звільнення Медведєва і закликали до його засудження.
23 вересня 2023 року правоохоронці Норвегії повторно затримали Медведєва, коли він намагався втекти до Росії, боячись екстрадиції до України. Його затримали в селі Гренсе Якобсельв на кордоні з росією, коли той у темряві намагався перетнути кордон і потрапити на Кольський півострів..